# آنتی‌بیوگرام
آنتی بیوگرام (آزمایش‌های حساسیت دارویی) آزمایش‌هایی است که برای کشف نوع آنتی‌بیوتیکی انجام می‌شود که بر میکروبهای مورد نظر مؤثر هستند. این آزمایش‌ها به صورت روتین در آزمایشگاه‌های میکروبیولوژِی انجام می‌گیرد.
اریترومایسین، پنی سیلین، سولفونامید، تتراسایکلین، ونکومایسین و … جزو دسته‌ای بزرگ از داروها هستند که باعث متوقف کردن رشد باکتریها (باکتریواستاتیک) یا از بین بردن باکتری‌ها (باکتریوسیدال) می‌شوند. به این دسته از داروها آنتی‌بیوتیک می‌گویند. هر دسته از آنتی‌بیوتیک‌ها بر روی باکتریهای خاصی تأثیر دارد و بر روی ویروس یا سایر میکروارگانیسم‌ها تأثیری نخواهند داشت. برای اینکه بدانیم چه آنتی‌بیوتیکی بر روی چه باکتری‌هایی مؤثر است؟ جواب تست آنتی بیوگرام است که به صورت روتین در آزمایشگاه‌های میکروبیولوژِی انجام می‌گیرد. این تست به ما نشان می‌دهد که کدام یک از آنتی‌بیوتیک‌ها بر روی کدام باکتری مؤثر است. همان‌طور که می‌دانید نمونه‌های گرفته شده برای بخش میکروبیولوژِی متفاوت هستند. اما نمونه‌ها هر چه که باشند (خون، csf، مدفوع، ادرار، خلط و..) در آخر معمولاً آنتی بیوگرام می‌شوند تا داروی مؤثر تجویز شود؛ و بهبودی سریعتر صورت گیرد.
بعد از کشت نمونه دریافتی در محیط کشت مناسب، اگر شرایط مناسب باشد و باکتری در نمونه ما باشد، باکتری موجود در نمونه رشد خواهد کرد. بعد از رشد باکتری، از ان لام (مقداری نمونه + سرم فیزیولوژِی) تهیه می‌کنیم و رنگ آمیزی گرم انجام می‌دهیم. اگر باکتری ایزوله ما، جز باکتری‌های پاتوژن باشد، باید تست آنتی بیوگرام را انجام دهیم. مقداری از نمونه را برداشته و در محیط کشت آنتی بیوگرام کشت می‌دهیم، سپس دیسک‌های آنتی بیوگرامی را روی محیط کشت گذاشته و جواب را بعد از ۴۸ تا ۲۴ ساعت بررسی کرده و نتایج را گزارش می‌کنیم.

## اصول آنتی بیوگرام
اصول آنتی بیوگرام بر پایه دو اصطلاح میکروب‌شناسی است یعنی
- Minimum Inhibitory Concentration (MIC)
- Minimum Bactericidal Concentration (MBC)

منظور از MIC، غلظتی از یک آنتی‌بیوتیک است که می‌تواند رشد باکتری را در شرایط آزمایشگاهی مهار کند؛ و منظور از MBC، حداقل غلظتی از دارو است که باکتری را از بین می‌برد. باید آزمایش‌کننده چهار اصل زیر را قبل از آغاز آنتی بیوگرام مشخص کند:
- کدام ارگانیسم برای تست؟
- کدام روش تست؟
- کدام آنتی‌بیوتیک برای تست؟
- چگونگی گزارش نتایج؟

## روش‌های مختلف انجام تست تعیین حساسیت داروئی
- Disk diffusion (Kirby Bauer)
- Broth micro-dilution MIC (NCCLS متد رفرنس)
- Etest

## روش تعیین حداقل غلظت ممانعت کنندگی (M.I.C)
در این روش ما دارای ۱۰ عدد لوله آزمایش می‌باشیم که در هر لوله ۵۰۰ میکرو لیتر محیط کشت TSB که قبلاً اتوکلاو شده‌است قرار دارد. در ابتدا برای رقت سازی در مقدار ۵۰۰ میکرو لیتر از عصاره متانولی یا اتانولی را به لوله شماره یک اضافه می‌کنیم؛ و لوله شماره یک را به وسیله شیکر کاملاً مخلوط می‌کنیم و بعد از لوله شماره یک ۵۰۰ میلی لیتر محلول (عصاره +TSB) را برداشته و به لوله شماره دو اضافه می‌کنیم و به همین ترتیب تا لوله شماره هفت پیش می‌رویم که در نهایت بعد از شیکر کردن لوله شماره هفت ۵۰۰ میلی لیتر از محلول را دور می‌ریزیم. حالا ۱۰۰ میکرو لیتر از سوسپانسیون باکتری که برابر با نیم مک فارلند تهیه کردیم به همه هفت لوله اضافه می‌کنیم. حالا لوله شماره هشت که حاوی محیط عصاره + TSB (یعنی بدون باکتری) است. لوله شماره نه محیط (TSB+ باکتری) بدون عصاره که برای تعیین کدورت رشد باکتری به عنوان شاهد رشد استفاده می‌کنیم. لوله شماره ده که محیط TSB است به عنوان شاهد کدورت نداشتن محیط است (یعنی باکتری اگر رشد نکند باید به شکل این لوله شفاف باشد). برای این آزمایش غلظت‌هایی از ۵۰۰، ۲۵۰، ۱۲۵٬۶۲/۵، ۳۱/۲۵، ۱۵/۶۲، ۷/۸۱ را استفاده کردیم. نتیجه MIC بر اساس کدورت محیط کشت که نشان دهنده رشد باکتری است بررسی می‌گردد (شعیب و همکاران، 2014)[۱].

## روش تعیین حداقل غلظت کُشندگی(M.B.C)
بعد از اینکه MIC را تعیین کردیم از لوله‌ها بر روی محیط کشت مولر هیلتون آگار استریل شود، به وسیله سوآپ کشت می‌دهیم که این پلیت‌ها به مدت ۱۶ تا۱۸ ساعت در انکوباتور ۳۵ درجه سانتی گراد قرار می‌دهیم و رشد باکتری نشان دهنده MBC می‌باشد.

## روش دیسک‌گذاری
بر اساس غلظت‌های مختلف عصاره در این روش از عصاره غلظت‌هایی برابر با غلظت‌های روش MIC تهیه می‌کنیم و از غلظت‌ها بر روی دیسک‌های بلانک در سه مرحله و در هر مرحله ۵۰ میکرو لیتر ریخته و بر روی محیط کشت مولر که باکتری‌ها را کشت داده بودیم قرار می‌دهیم و قطر هاله عدم رشد را برای غلظت‌های مختلف مقایسه و بررسی می‌کنیم. برای تهیه غلظت‌ها از اتانول و متانول استفاده می‌کنیم که در هفت لوله ۵۰۰ میکرو لیتر اتانول یا متانول ریخته و ۵۰۰ میکرو لیتر عصاره اولیه را به لوله اضافه کرده و بعد از شیکر شدن دوباره ۵۰۰ میکرو لیتر از لوله شماره یک را به لوله شماره دو اضافه کرده و تا پایان لوله هفت این کار را انجام می‌دهیم. ۵۰۰ میکرو لیتر را دور می‌ریزیم که بر این اساس غلظت‌هایی از ۵۰۰، ۲۵۰، ۱۲۵٬۶۲/۵، ۳۱/۲۵، ۱۵/۶۲، ۷/۸۱ را خواهیم داشت بر روی دیسک‌ها و قطر هاله عدم رشد و بعد از ۲۴ ساعت انکوباسیون بررسی می‌شود (National Committee for Clinical Laboratory Standard, 1990).

## روش دیسک‌گذاری با آنتی‌بیوتیک
در محیط کشت مولر که باکتری‌های مورد نظر کشت سفره ایی داده شد آنتی‌بیوتیک انتخابی (مؤثر) بر روی محیط قرار می‌دهیم و قطر هاله عدم رشد تعیین می‌گردد و با قطر هاله عدم رشد عصاره مقایسه می‌شود.
[1] - Shohayeb et al, 2014

## وسائل و موارد مورد نیاز برای تست آنتی بیوگرام «دیسک دیفیوژن»
- محیط کشت کهآنتی بیوگرام بر روی آن انجام می‌شود که «آگار مولر هینتون» می‌باشد.
- لوله حاوی نیم مک فارلندen:McFarland standards.
- لوله حاوی یک سی سی سرم فیزیولوژِی استریل
- دیسک‌های آنتی بیوگرام
- باکتری خالص در محیط کشت مناسب
- سواب، لوپ  بایگانی‌شده  در ۱۹ نوامبر ۲۰۱۵ توسط Wayback Machine، انس، شعله، هود، چراغ[۱]